# 한국ITS학회
한국ITS학회는 ITS는 기존 교통시설에 전자,통신 부문의 첨단기술을 접목 하여 실시간 교통정보를 수집, 관리, 제공하는 체계로서 기존시설의 효율성 증진 및 시민편의 향상, 교통안전 증진을 목적으로 2002년 8월 13일 설립허가된 대한민국 미래창조과학부 소관의 사단법인이다. 사무실은 서울특별시 강남구 수서동 725 미씨2000 오피스텔 1009호에 있다.